# 20 Massalia

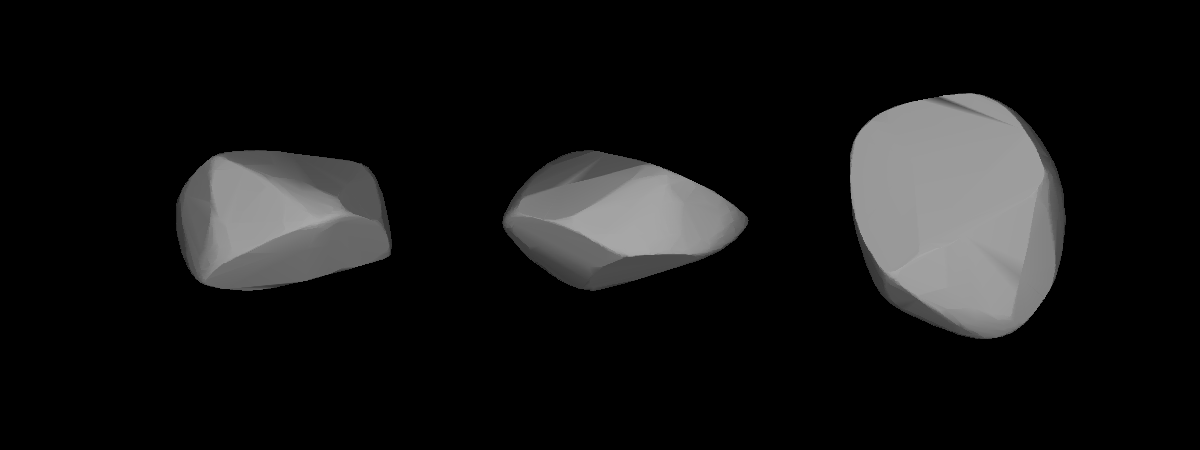
20 Massalia.

20 Massalia é um grande asteroide do cinturão principal. Foi descoberto por Annibale de Gasparis em 19 de setembro de 1852 e redescoberto independentemente por Jean Chacornac na noite seguinte. Recebeu o nome grego da cidade de Marselha.
Massalia possui um diâmetro médio de 145 km, e orbita o Sol a uma distância média de 2,0671 UA em 3,74 anos. É o maior asteroide da família Massalia, e os outros membros da família são provavelmente fragmentos ejetados por eventos de impacto em Massalia. Em 1998 a massa de Massalia foi estimada em 5,2×1018 kg assumindo que Vesta tem 1,35×10−10 massas solares.